# Carlo Crivelli
Carlo Crivelli (Venezia, 1430? – Ascoli Piceno, 1495) è stato un pittore italiano.

Madonna Cook, 1470, Washington, National Gallery

Originario di Venezia, fratello maggiore del pittore Vittore Crivelli, si formò a Padova e in seguito lavorò soprattutto nel sud delle Marche, diventando di fatto il più importante artista attivo sul bacino dell'Adriatico, esclusa la Laguna veneta. Influenzato in gioventù da Donatello, la sua arte restò sempre in bilico da un lato con le novità prospettiche, l'intenso espressionismo e il disegno incisivo e nervoso, dall'altro con un sontuoso decorativismo di matrice tardogotica, fatto di marmi screziati, tessuti preziosi, frutti e animali, arabeschi dorati e spesso applicazioni in pastiglia.
Pur rimanendo, per scelta, isolato dalle grandi correnti dell'arte rinascimentale che attraversavano la penisola, Crivelli si rinnovò continuamente con originalità e una ricerca formale mai interrotta: «Non se ne sta quieto, né mostra di essere pago di una creatività scontata e ripetuta; si arrovella invece nel cercare non composizioni nuove, ma nuove soluzioni formali, quasi soggiogato dalla esigenza di un'impossibile perfezione»). La sua ricerca fu diversa da quella dei contemporanei, ma non meno complessa: non cercava il respiro atmosferico del conterraneo Giovanni Bellini, ma si sforzava di inserire momenti di spiccata verità in uno schema arcaizzante e astratto.

## Biografia
La conoscenza della vita di Carlo Crivelli è legata a scarsi documenti che lo riguardano e a molte firme da lui apposte sulle sue opere che, sebbene spesso smembrate e disperse, permettono di ricostruire i suoi spostamenti.

### Origini e formazione

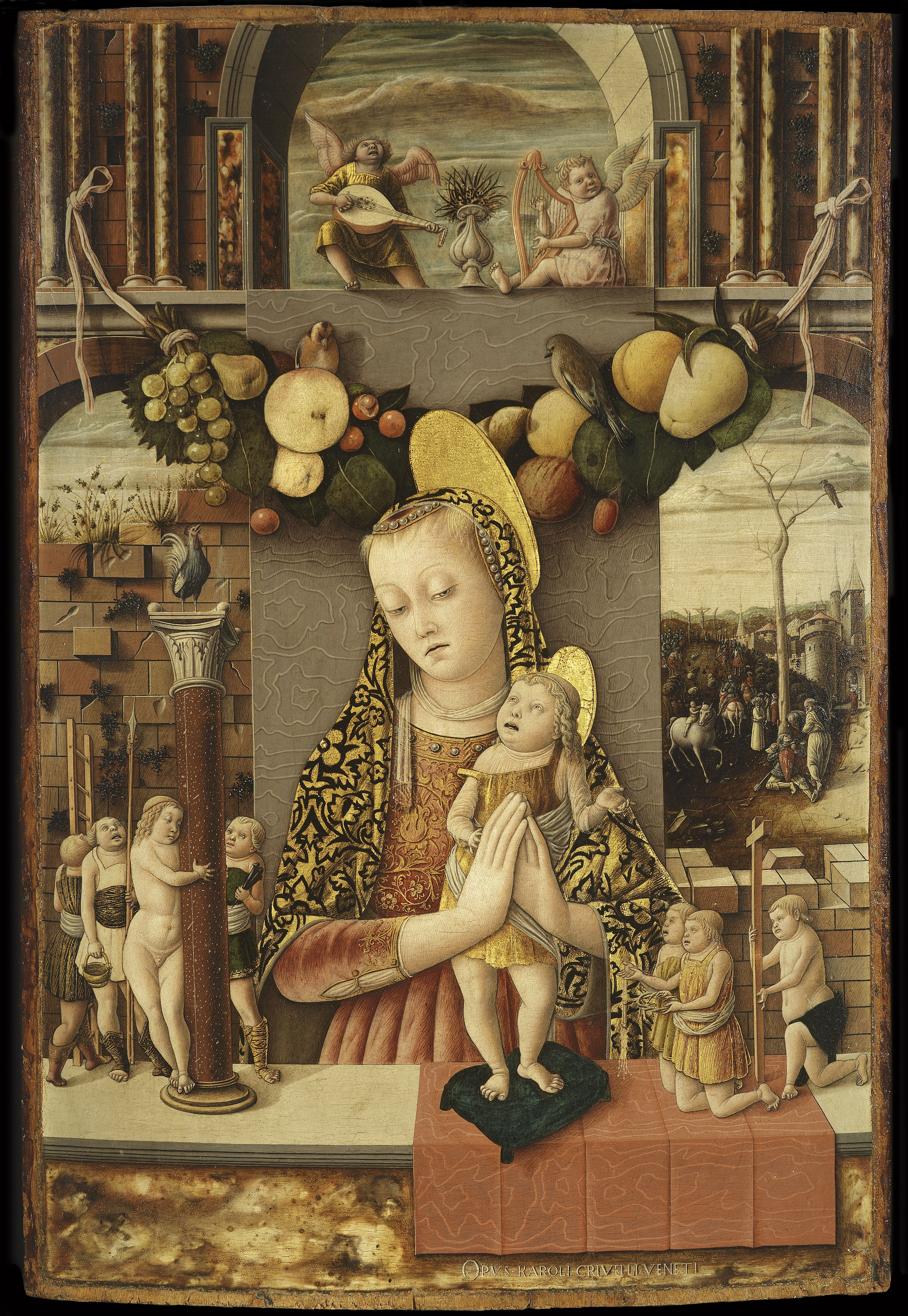
Madonna della Passione (1460 circa)

Un documento del 13 ottobre 1444 attesta che Carlo Crivelli è figlio del pittore Iachobus de Chriveris, abitante a Venezia nella parrocchia di San Moisè e ha un fratello minore di nome Vittore. Un presunto terzo fratello, chiamato Ridolfo dal Ricci nel 1834, è probabile non sia mai esistito. Dell'attività del padre non si conosce nessuna opera: probabilmente fu tra i seguaci di Jacobello del Fiore o Michele Giambono. Nessun documento noto ci trasmette la data di nascita di Carlo, che viene dedotta agli anni 1430-1435, perché doveva essere già maggiorenne quando, il 7 marzo 1457, fu condannato a sei mesi di carcere e a duecento lire di multa, «perché, innamorato di Tarsia, moglie del marinaio veneziano Francesco Cortese, la rapì dalla casa del fratello di Francesco e la tenne nascosta per molti mesi, avendo con lei rapporti carnali con disprezzo di Dio e dei sacri vincoli del matrimonio». La vicenda del concubinato con la moglie di un marinaio, evidentemente assente da lungo periodo, destò scandalo e fu in tutta probabilità il motivo per cui l'artista si allontanò, senza fare mai ritorno, dalla sua città natale.
Pur in mancanza di documentazione, si pensa che Carlo sia stato apprendista di Antonio Vivarini, Giovanni d'Alemagna e Bartolomeo Vivarini, quest'ultimo ben informato della contemporanea cultura pittorica padovana, fondata sulla scuola di Francesco Squarcione; a questa dovette guardare il giovane Crivelli, in particolare al coetaneo dalmata Giorgio Ćulinović, detto Giorgio Schiavone, ad Andrea Mantegna, a Marco Zoppo, nonché ai fiorentini di passaggio in tale città quali Filippo Lippi e Donatello. Non è chiaro se l'artista ebbe, già prima della condanna, un contatto diretto con la scuola padovana, o soltanto mediato dai Vivarini.
Relativamente ai primi anni a Venezia, nessuna opera è sicuramente riferibile all'artista. Le opere ricordate dallo storico veneziano Carlo Ridolfi (1648) nella sua città di origine sono tutte perdute, ovvero un San Fabiano e le Nozze mistiche di santa Caterina nella chiesa di San Sebastiano e le Storie di san Leone Bembo nella cappella di San Sebastiano presso San Lorenzo; stessa sorte è toccata a quelle citate dal Boschini nel 1664. Un paio di Madonne firmate (Madonna Huldschinsky a San Diego, Madonna col Bambino e putti a Verona), già in monasteri veneziani, sono riferite ai primi anni sessanta e rivelano influssi padovani anche se il Bottari ha voluto riconoscervi collegamenti con Domenico Veneziano. Più antica ancora, secondo l'ipotesi dello Zampetti, sarebbe la Madonna Speyer nella Fondazione Giorgio Cini, in cui si respira una cultura più protorinascimentale, legata a Jacopo Bellini.

### A Zara
Dopo l'arresto del '57 l'artista era probabilmente finito proprio a Padova, dove doveva aver legato particolarmente con Giorgio Schiavone, seguendolo poi a Zara, città allora sotto il dominio veneziano, in cui lo Schiavone si trovava almeno dal 1461. Qui Crivelli è citato in due atti notarili del 23 giugno 1463 e dell'11 settembre 1465, come maestro pittore, cittadino e abitante della città dalmata, ovvero residente da almeno qualche anno.
Nessuna opera si conosce del periodo zaratino. Due Madonne col Bambino e due angeli, ora a Zagabria e a New York, che furono accostate al pittore da Prijatelj, mostrano una certa debolezza del segno, che è da riferire all'attività del fratello Vittore, che pure in quegli anni si trovava nella città dalmata (fino al 1476), piuttosto che a un profilo più basso tenuto da Carlo per "adeguarsi alla scuola locale". Tutt'al più si possono assegnare a questo periodo le stesse Madonne di Verona e San Diego, in cui l'artista si qualifica come "veneto", e quindi verosimilmente al di fuori della sua zona d'origine.

### Arrivo nelle Marche

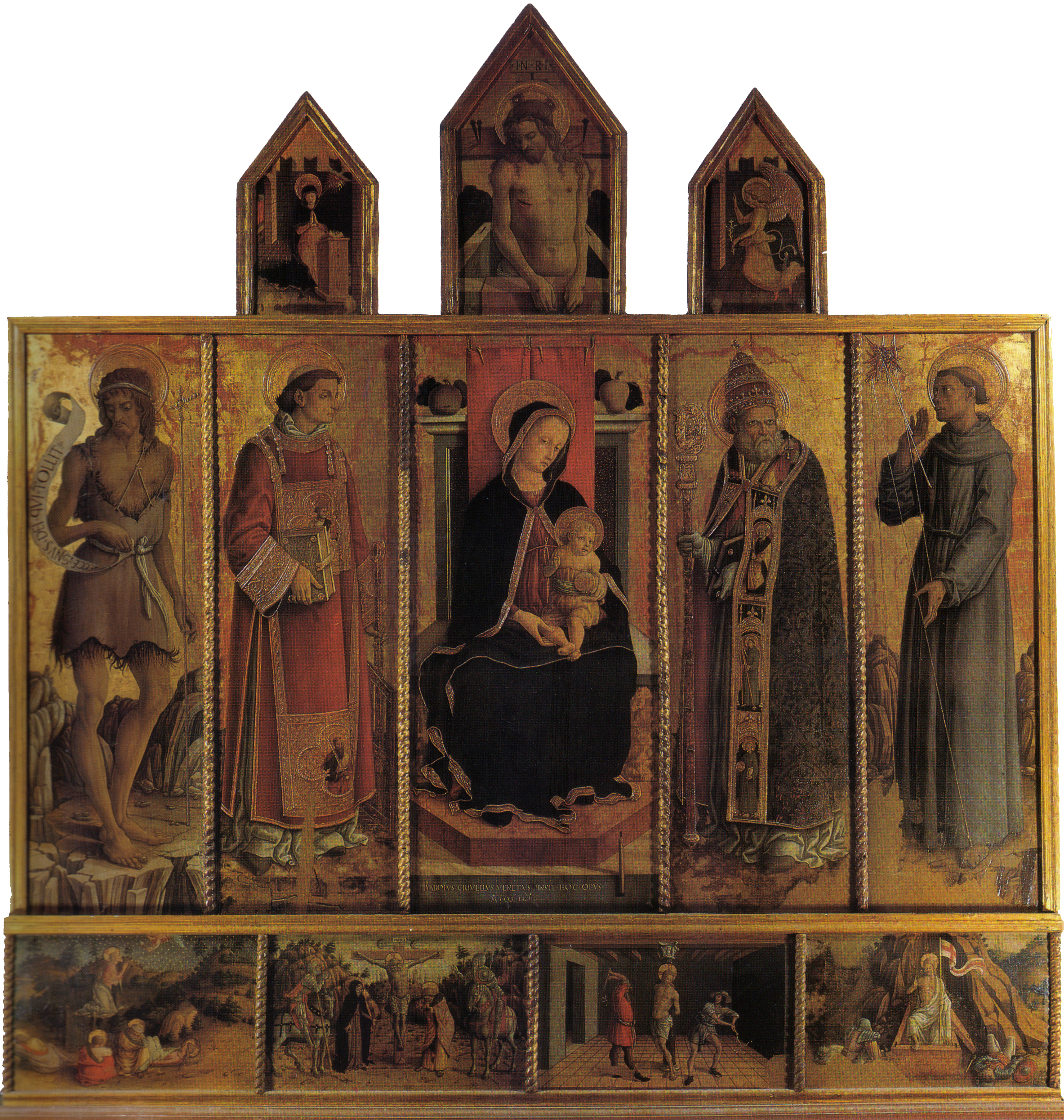
Il Polittico di Massa Fermana, 1468

Si ignorano le ragioni della partenza da Zara e quando l'artista attraversò l'Adriatico. In ogni caso, nel 1468, firmò il Polittico di Massa Fermana e nel 1469 si trovava già ad Ascoli Piceno, dove aveva già avuto modo di entrare in conflitto con un cittadino per una questione di carattere amministrativo di cui restano tracce documentarie. Il 16 febbraio 1469 era infatti in causa giudiziaria contro un tale Savino di mastro Giovanni d'Ascoli, ed elesse suoi procuratori Ulisse di ser Antonio da Venezia e Corradino Pasqualucci di Ascoli. A parte questa menzione però le prime opere dell'artista nelle Marche gravitano tutte attorno a Fermo, come il Polittico di Porto San Giorgio (1470), eseguito per la chiesa di San Giorgio di quella città su commissione di un tale Giorgio, albanese qui emigrato a seguito della conquista turca.

### Residente ad Ascoli

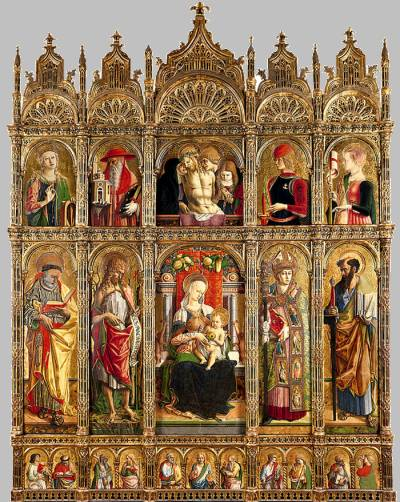
Polittico di Sant'Emidio

In ogni caso è dal 1473 che i documenti indicano la residenza stabile dell'artista ad Ascoli, quando esegue il Polittico di Sant'Emidio per il Duomo. La permanenza in città viene infine suffragata dall'acquisto di una casa il 17 giugno 1478, per 10 ducati, nel sestiere di San Biagio.
Si sposò in una data imprecisata con una certa Iolanda, forse abruzzese di Atri, dalla quale ebbe i figli Diana e un maschio che morì nell'agosto 1487; i due adottarono anche una bambina, Biasiola.
Si è ipotizzato che in questi anni l'artista avesse visitato Ferrara, dove esistevano opere di Rogier van der Weyden, o magari la Toscana, ma nessuna traccia documentaria suffraga queste proposte: la vita del Crivelli anzi sembra svolgersi senza interruzione e fino alla morte nel Piceno. La sua fama, o forse il suo spirito imprenditoriale, lo portarono a spingersi in numerosi centri del circondario, dove firmò numerose pale d'altare.

### Soggiorni a Camerino
Appaiono particolarmente significativi alcuni soggiorni a Camerino, città retta dai Varano e viva dal punto di vista culturale, dove operavano diversi pittori, tra cui anche Girolamo di Giovanni e Giovanni Boccati, che Crivelli doveva conoscere già dal comune alunnato presso lo Squarcione a Padova. Erano attivi inoltre alcuni maestri forestieri, come Niccolò Alunno, che dovette avere un certo ascendente sul collega veneziano, pur non essendogli artisticamente inferiore.
Nel 1482 firmò il Polittico di San Domenico di Camerino, al quale dovettero procedere e seguire altri incarichi più o meno impegnativi, per cui si ritiene che per tutti gli anni ottanta l'artista dovette alternare soggiorni ad Ascoli e a Camerino, con la tendenza ad allungare le soste nella seconda, come si evince anche da un documento del 1488 in cui è ricordato come "commorante" nella città dei Varano, ovvero abitante con una dimora fissa. In quegli anni veniva decorato il palazzo Ducale e non è inverosimile che anche il Crivelli vi avesse messo mano, sebbene non sia possibile trovarne traccia negli scarsi frammenti noti.
Nella tarda maturità accolse alcune novità esterne, come la nuova struttura della pala d'altare a fronte del più ripetitivo polittico: ne è un esempio straordinario l'Annunciazione di Ascoli, del 1486. La peculiarità dell'opera - originariamente collocata nella chiesa della Santissima Annunziata ad Ascoli Piceno - sta nella testimonianza della piena padronanza da parte del Maestro delle innovazioni rinascimentali. Se è vero infatti che il Crivelli caratterizza la sua produzione in termini antichizzanti, in linea con la tradizione veneziana antecedente al Bellini, ciò non è affatto dovuto alla mancata conoscenza dei valori pittorici rinascimentali. L'arcaismo di Crivelli appare quindi come una scelta voluta e consapevole.

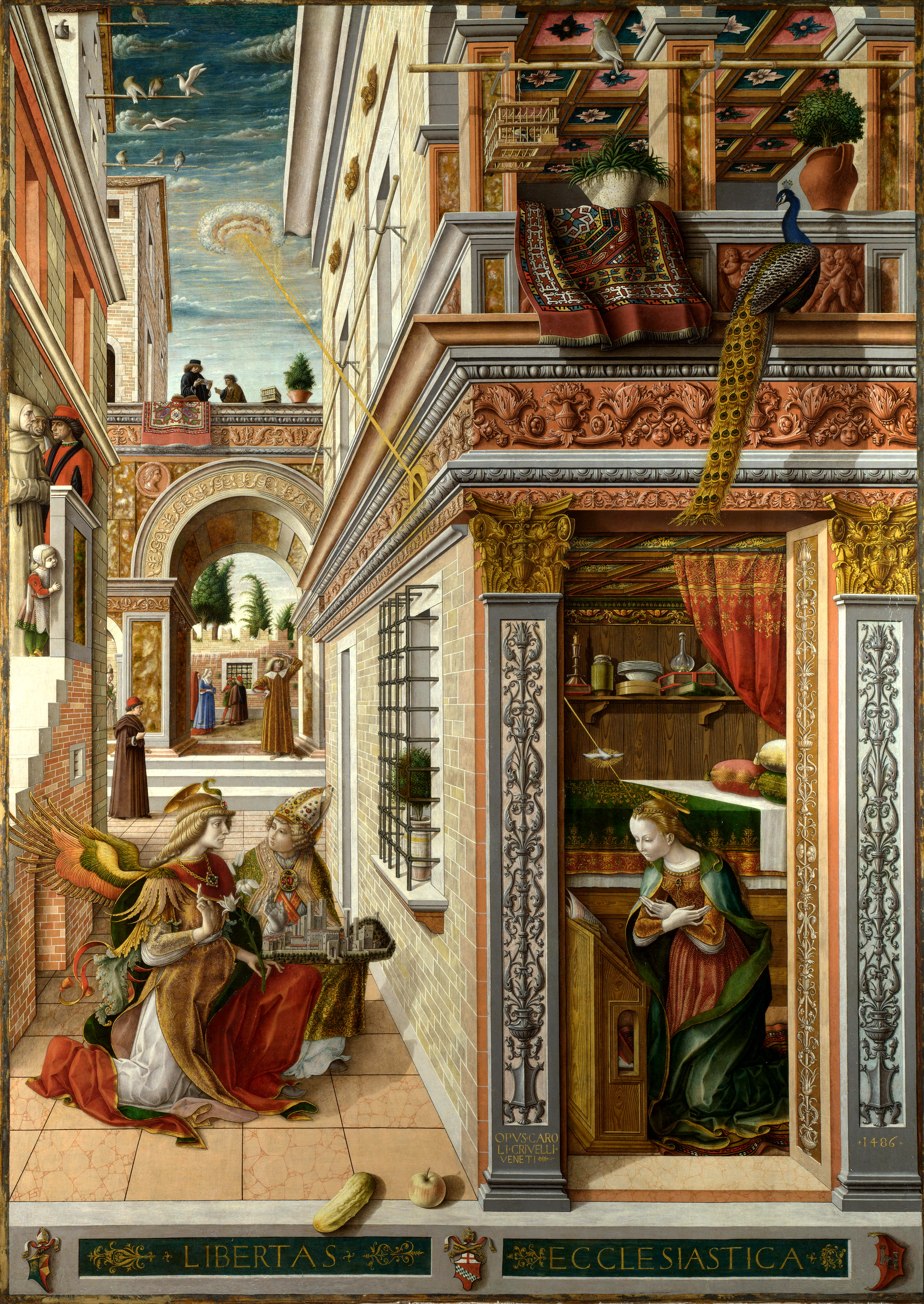
Annunciazione di Ascoli

### Ultimi anni
Nel 1488 è registrata ad Ascoli la morte dell'unico figlio maschio, di cui non sono ricordati né nome né età, ma che comunque doveva essere piuttosto giovane: per i funerali, nel libro delle entrate del duomo, è registrata la donazione di due libbre di cera da parte dell'artista. Si tratta dell'ultima traccia della presenza dell'artista ad Ascoli, mentre si infittiscono le commissioni fuori dalla città. Il 10 maggio 1488 gli viene allogato il Polittico del Duomo di Camerino, opera di prestigio, destinata all'altare maggiore della cattedrale di Camerino.
Con l'avvicinarsi della vecchiaia, l'artista risulta in continuo movimento, tra Camerino, Matelica, Fabriano e Pergola. In questo contesto si inserisce un episodio singolare, la concessione nel 1490 del titolo di miles da parte di Ferdinando d'Aragona, principe di Capua e futuro re di Napoli. Ferdinando, in un periodo difficile per il suo Stato, teneva buoni rapporti con Ascoli, ma era in conflitto latente con lo Stato della Chiesa, tanto che nel settembre del 1491 sconfinò il Tronto occupando vaste zone del fermano e dell'ascolano sotto la giurisdizione pontificia. Fin dall'agosto del 1491 Ascoli, troppo amica del giovane condottiero, era stata scomunicata dal cardinale Balue, e le sue chiese colpite dall'interdizione. Mentre papa Sisto IV si muoveva per raccogliere alleanze per bloccare l'avversario, egli ritirò le proprie truppe, lasciando nei guai gli ascolani «che dovettero subire molte umiliazioni». Ecco che allora il titolo ricevuto dal pittore si inserisce in maniera ambigua nel contesto della relazioni con gli stati vicini dell'epoca.
In tale documento il Crivelli è ammesso tra i famigli del principe e non è ricordato né come veneziano né come pittore, ricordandovi la fedeltà della cittadinanza ascolana alla monarchia napoletana: Ferdinando dopotutto era nipote di Francesco Sforza che a lungo aveva tenuto la signoria della città. Tale accento alla "fedeltà" cittadina fa inquadrare la concessione del titolo al pittore come una mossa per ingraziarsi le simpatie degli ascolani, altrimenti difficilmente spiegabile. Da allora il Crivelli si fregiò sempre del titolo nella firma delle sue opere.
Sicuramente dopo la partenza del condottiero l'onorificenza metteva il pittore in una luce non proprio serena e forse fu all'origine del suo allontanamento dalla città. Negli ultimi anni si infittiscono quindi gli spostamenti. Un ultimo documento lo ricorda a Fabriano, dove il 7 agosto 1494 consegnò una pala.

### La morte

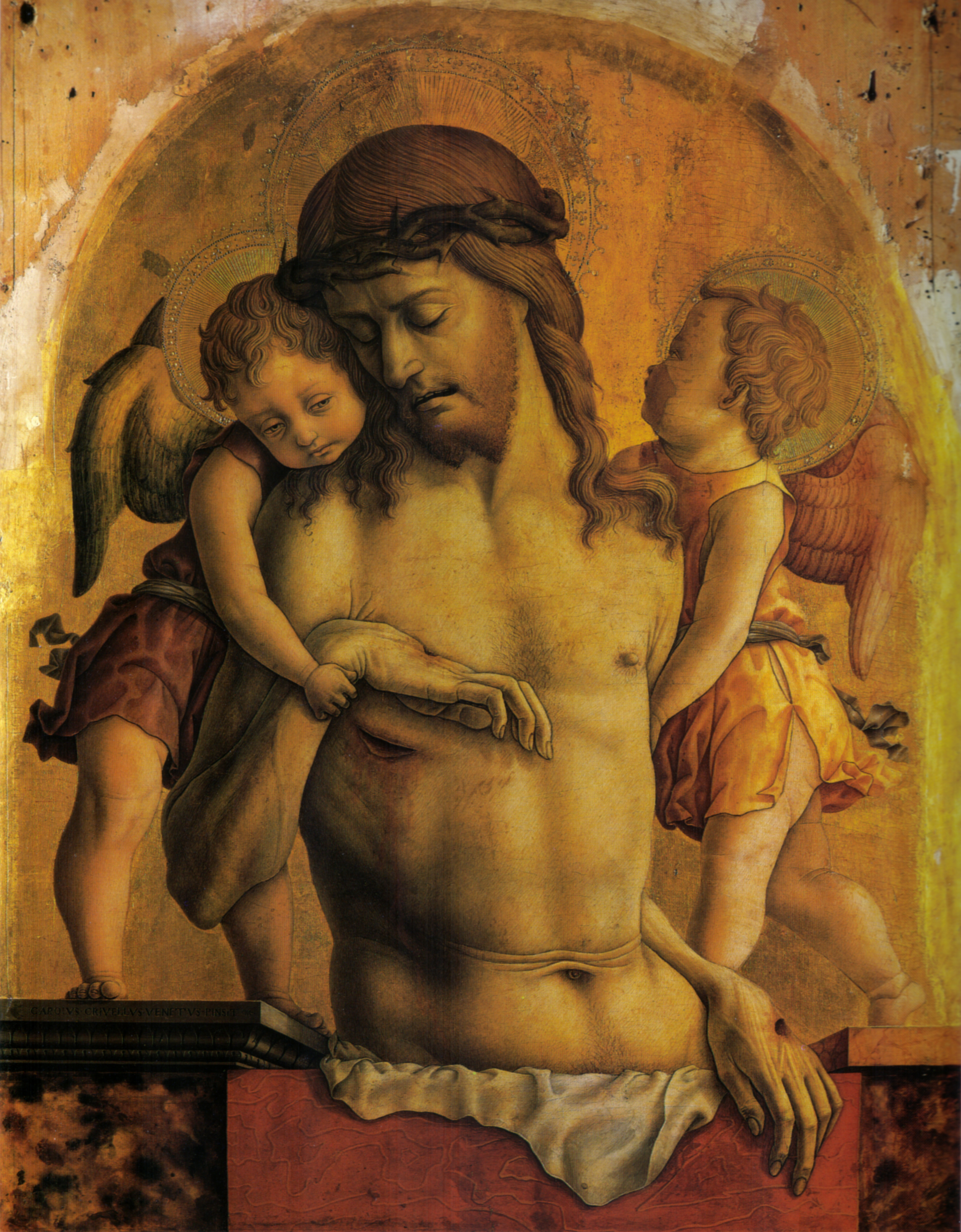
Pietà di Montefiore

La morte del pittore è collocata tra il completamento della Pala di San Francesco a Fabriano e la richiesta, datata 7 settembre 1495, di esserne dichiarato erede universale da parte del fratello Vittore, residente a Fermo. Il fratello dimostrò di non conoscere la situazione familiare di Carlo, dichiarando come egli non avesse figli e ignorando evidentemente anche il suo matrimonio: se ne deduce la totale assenza di contatti tra i due da molti anni: nello stesso documento Vittore ammise, in parte, di aver trascurato in vita il fratello e di esserne debitore, intendendo forse in campo artistico, oppure in senso materiale, dando una giustificazione dell'allontanamento. Una tradizione di storiografia locale indicava come Carlo fosse morto a Fermo e sepolto nella chiesa di San Francesco, ma la lettera di Vittore al magistrato ascolano smentisce la notizia; non è detto nemmeno che sia morto ad Ascoli, piuttosto che in uno dei suoi soggiorni a Pergola, Matelica o Fabriano.
La situazione familiare del pittore emerge solo da documenti successivi alla sua morte, legati alla complicata questione ereditaria. Il nome della moglie Iolanda compare per la prima volta in un documento dell'anno 1500, quando Carlo era ormai scomparso da cinque anni; essa doveva essere molto più giovane del marito se, dopo la fine della causa ereditaria nel 1511, è ricordata ancora viva nel 1524. Essa ebbe controversie col genero, marito di Diana, dopo la morte della figlia, cercando di non includerlo come suo erede; non incluse nemmeno Carlo, figlio della Biasola, che aveva il nome del nonno adottivo.

## La fortuna critica
Analogamente a un altro veneziano trapiantato nelle Marche, Lorenzo Lotto, anche Crivelli subì una certa eclissi nella storiografia artistica. Ignorato da Vasari, menzionato frettolosamente dagli storici veneziani del Seicento, si dovette aspettare la fine del Settecento per avere un lucido giudizio sulla sua opera, non a caso da parte di un personaggio originario proprio delle terre in cui lavorò Crivelli, l'abate Luigi Lanzi. Egli scrisse: «È pittor degno che si conosca per la forza del colorito più che pel disegno; e il suo maggior merito sta nelle piccole istorie, ove mette vaghi paesetti, e dà alle figure grazia, movenza, espressione [...] Per il succo delle tinte e per un nerbo di disegno questo pittore può a buon diritto chiamarsi pregevolissimo tra gli antichi. Si compiacque d'introdurre in tutti i suoi quadri delle frutta e delle verdure, dando la preferenza alla pesca ed al citriolo; quantunque trattasse tutti gli accessorj con bravura tale che in finitezza ed amore non cedono al confronto de' fiamminghi. Non sarà inutile accennare che i suoi quadri sono condotti a tempera e perciò a tratti, e sono impastati di gomme sì tenaci che reggono a qualunque corrosivo; motivo per cui si mantennero lucidissimi».

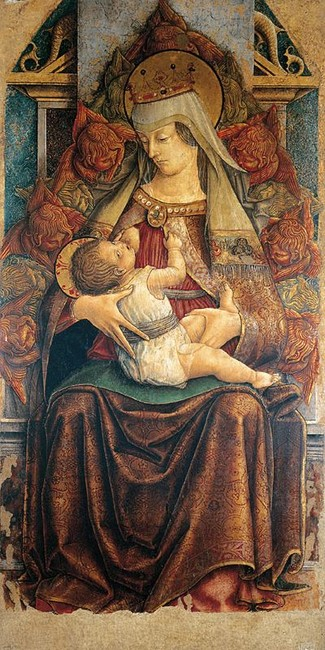
La Madonna di Corridonia

Il ritardo di questo primo riconoscimento risiede essenzialmente nella dislocazione periferica delle sue opere, che non furono viste per forza di cose neanche da un indagatore scrupoloso come Vasari. Nel Settecento l'interesse per l'artista dovette rinascere, all'interno del vivace quanto sciagurato mercato antiquario delle opere d'arte: lo testimoniano l'aggiunta di firme false ad opere della sua scuola, così come le prime asportazioni di suoi polittici dalle Marche, ad opera di intenditori avveduti come il cardinale Zelada.
Dopo il Lanzi, fu Amico Ricci a esaminare a fondo la sua opera, dedicandogli un intero capitolo nelle sue Memorie storiche delle arti e degli artisti della Marca di Ancona (1834). Comprendendo già l'importanza degli scambi tra Venezia e le Marche, scrisse: «Se la pittura ebbe incremento in Venezia da un nostro marchianno (alludendo a Gentile da Fabriano) non l'ebbe minore fra noi per un veneto, che in questi luoghi si condusse e vi sparse moltissima luce». Ricci iniziò anche la ricostruzione della biografia e del catalogo dell'artista che, sebbene non priva di errori, fornì una base per gli studi successivi.
Nel frattempo, dalla fine del Settecento alla prima metà dell'Ottocento, fino alla rimozione forzata nel 1862 della Pala Ottoni da Matelica, si era consumato il cosiddetto "caso Crivelli", ovvero la vicenda pressoché unica nella storiografia artistica con cui un autore veniva riscoperto e valutato criticamente mentre contemporaneamente il suo lavoro ne usciva umiliato da rimozioni e selvaggi smembramenti, che rendevano l'opera sua irriconoscibile e talora irrecuperabile.
Per cui, dalla fine dell'Ottocento ai giorni nostri, la critica oltre a dover ridare il giusto peso all'artista e ricostruirne la biografia, si è trovata costretta al lungo a faticoso compito, tuttora non concluso, di ricostruire i frammenti dei grandi polittici d'altare.
A parte il collezionismo legato ai cardinali romani, piuttosto circoscritto e nato alla fine del Settecento, e a parte le spoliazioni napoleoniche che portarono alla Brera tante opere marchigiane (1812), furono soprattutto gli inglesi a dimostrare il maggiore interesse collezionistico su Crivelli, acquistando opere che poi sono in larga parte confluite alla National Gallery di Londra, dove si trova la maggiore raccolta museale di opere del pittore, che già occupava la prima sala del museo e oggi si trova in un intero ambiente dell'Ala Sainsbury. Un tale risalto di Crivelli nel mondo anglosassone si spiega con l'onda crescente del gusto preraffaellita: più ancora dei fiorentini, Crivelli riassumeva in sé, per il gruppo di William Morris e i suoi seguaci, tutte le componenti gradite al movimento, quali l'abilità artigianale, il gusto decorativo, la nostalgia gotica e il tipo delle figure, sempre in bilico tra distacco ideale e umana prossimità allo spettatore. È facile capire come la decadenza economica e culturale dell'Italia preunitaria facilitasse il campo ai collezionisti inglesi, che non si fecero sfuggire l'Annunciazione di Ascoli scartata da Brera per acquistare un (falso) Caravaggio, né ebbero difficoltà nell'accaparrarsi la Pala Ottoni di Matelica nonostante Cavalcaselle l'avesse segnalata tra le opere da salvare per il patrimonio artistico del nuovo Stato.

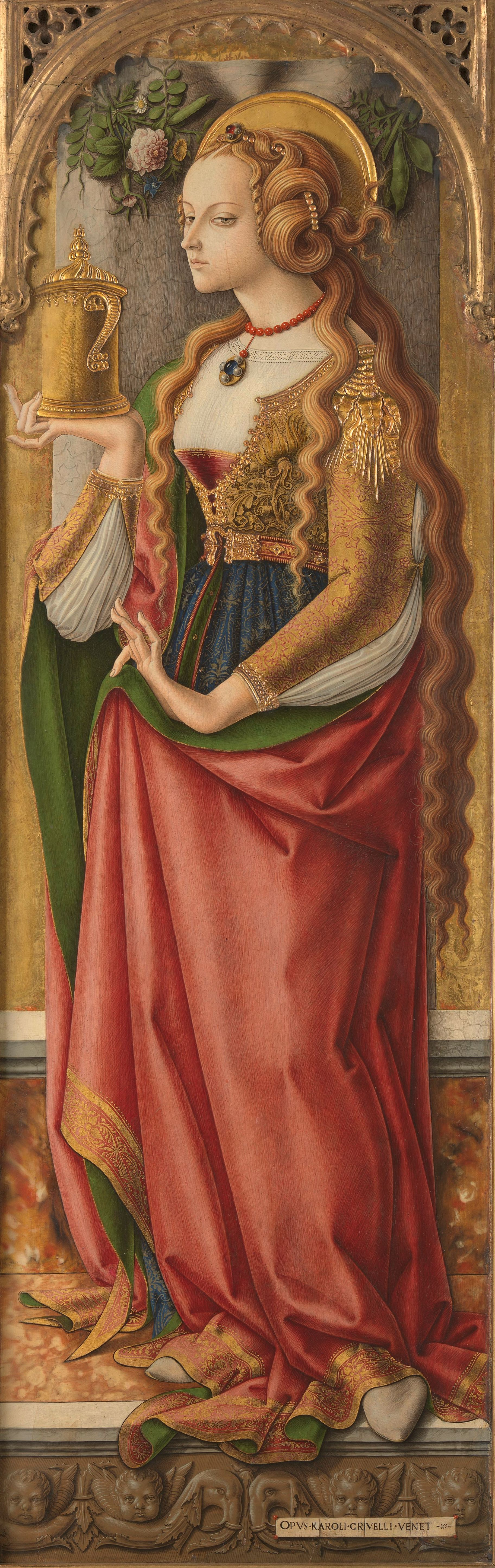
Santa Maria Maddalena

Contributi importanti alla critica dell'artista furono quelli dello stesso Cavalcaselle (1871), e la prima monografia di Ruthford (1900), in cui l'artista era finalmente ricondotto all'alveo formativo del Rinascimento padovano. Trascurabile, per la frequenza di errori, è lo studio di Drey (1927), mentre interessanti ipotesi vennero formulate da Lionello Venturi (1907). Illuminante un passo di Berenson: «Finora manca una formula la quale non deformi la nostra idea della pittura italiana del quindicesimo secolo, e al tempo stesso renda giustizia a un artista come Carlo Crivelli che si colloca tra i più genuini di ogni terra o paese; e non ci stanca mai, anche quando i cosiddetti "grandi maestri" diventano tediosi. [...] Ma il Crivelli avrebbe dovuto essere studiato per sé stesso, e come prodotto di condizioni stazionarie, se non addirittura reazionarie. Passò la maggior parte della vita lungi dalle grandi correnti culturali [...]. Rimase fuori dal movimento della Rinascenza, ch'è movimento di costante sviluppo».
Importanti anche le brevi ma significative righe dedicate al Crivelli da Roberto Longhi nel Viatico (1946), ma fu con la mostra del 1952 ad Ancona, in cui avvenne di fatto la riscoperta del "Trittico" di Montefiore (in realtà una sezione di un polittico), che presero avvio gli studi di Zampetti, con una più accurata ricostruzione del catalogo del pittore, aggiornata via via negli anni successivi. La mostra ridestò l'interesse critico sull'artista, con nuovi contributi. Nel 1961 il nuovo catalogo della National Gallery, con aggiornatissime schede di Martin Davies, ricostruiva il Polittico di Montefiore dell'Aso e chiariva la doppia provenienza del cosiddetto "Polittico Demidoff", con l'aiuto di Zeri, il quale d'altronde quello stesso anno pubblicava un importante saggio sull'artista.
Le indicazioni dello Zeri vennero confermate e sviluppate dalle due monografie di Anna Maria Bovero (1961 e 1975). Nel 1961 la mostra monografica a Venezia chiarì alcuni aspetti dell'opera del pittore. Seguirono, tra i numerosi studi, quelli di Gioia Mori (1983) e di Teresa Zanobini Leoni (1984).

## Retaggio
L'influenza di Carlo Crivelli fu molto radicata nell'area marchigiana, e investì innanzitutto il fratello Vittore, a cui si aggiunsero pittori come Pietro Alemanno, il giovane Cola dell'Amatrice e molti altri, tra cui Lorenzo d'Alessandro e Stefano Folchetti. Vincenzo Pagani passò dall'influenza del Crivelli a quella di Lorenzo Lotto, quasi a testimoniare il passaggio del testimone tra i due grandi veneti nell'arte marchigiana.
Sebbene non si possa stabilire una relazione diretta, spunti del pungente realismo di Crivelli, legati agli oggetti, agli stati d'animo dei personaggi, alla quotidianità, vennero sviluppati, per altre strade, solo nel Seicento, a partire dalla scuola lombarda e Caravaggio.

## Opere
- Madonna Speyer, 1455 circa, tempera su tavola, 28 × 18 cm, Venezia, Fondazione Giorgio Cini
- Madonna Huldschinsky, 1460 circa, tempera su tavola, 62 × 40 cm, San Diego, Museum of Art
- Madonna della Passione, 1460 circa, tempera su tavola, 71 × 48 cm, Verona, Museo di Castelvecchio
- Madonna col Bambino e due angeli (attr.), 1465 circa, tempera su tavola, 68 × 47 cm, Zagabria, collezione Cata Dujšin-Ribar
- Madonna col Bambino e due angeli (attr.), 1465 circa, tempera su tavola, 41 × 35 cm, New York, collezione Bayer
- Polittico di Massa Fermana, 1468, 184 × 179 cm, Massa Fermana, Pinacoteca Civica
- Polittico di Porto San Giorgio, 1470, tempera su tavola, smembrato
  - Madonna Cook, 129,5 × 54,4 cm, Washington, National Gallery of Art
  - Santi Pietro e Paolo, 87 × 44 cm, Londra, National Gallery
  - San Giorgio che uccide il drago, 90 × 46 cm, Boston, Isabella Stewart Gardner Museum
  - Santi Caterina d'Alessandria e Girolamo, 35 × 48,9 cm, Tulsa, Philbrook Art Center
  - Santi Antonio abate e Lucia, 34,5 × 47,5 cm, Cracovia, Museo Nazionale
  - Pietà, 45 × 117 cm, Detroit, Detroit Institute of Arts
- Madonna col Bambino, 1470 circa, tempera su tavola trasportato su tela, 59 × 40 cm, Macerata, Palazzo Buonaccorsi
- Pietà, 1470 circa, tempera su tavola trasportato su tela, 87,5 × 73 cm, Cambridge (Massachusetts), Fogg Art Museum
- Polittico di Montefiore dell'Aso, 1471 circa, tempera su tavola, smembrato
  - Madonna in trono col Bambino, 180 × 65 cm, Bruxelles, Musées Royaux des Beaux-Arts de Belgique
  - Santa Caterina d'Alessandria, 174 × 54 cm, Montefiore dell'Aso, Polo museale di San Francesco
  - San Pietro apostolo, 174 × 54 cm, Montefiore dell'Aso, Polo museale di San Francesco
  - Santa Maria Maddalena, 174 × 54 cm, Montefiore dell'Aso, Polo museale di San Francesco
  - San Francesco, 180 × 54 cm, Bruxelles, Musées Royaux des Beaux-Arts de Belgique
  - Pietà, 72,5 × 55,5 cm, Londra, National Gallery
  - Beato Giovanni Duns Scoto, 74 × 54 cm, Montefiore dell'Aso, Polo museale di San Francesco
  - Santa Chiara, 74 × 54 cm, Montefiore dell'Aso, Polo museale di San Francesco
  - San Ludovico da Tolosa, 74 × 54 cm, Montefiore dell'Aso, Polo museale di San Francesco
  - Redentore benedicente, 30,3 × 21,6 cm, Williamstown, Clark Art Institute
  - Sant'Andrea, 30 × 22,5 cm, Honolulu, Honolulu Academy of Arts
  - San Giovanni evangelista, 31 × 23 cm, Detroit, Detroit Institute of Arts
  - San Pietro, 31 × 23 cm, Detroit, Detroit Institute of Arts
  - Apostolo con cartiglio, 30 × 21 cm, New York, Metropolitan Museum
  - Apostolo barbuto, 30 × 22 cm, Honolulu, Honolulu Academy of Arts
  - San Luca, 30 × 20,5 cm, Banbury (Oxfordshire), Upton House
  - Apostolo leggente, 30 × 20,5 cm, Banbury (Oxfordshire), Upton House
- San Pietro, 1471 circa, penna su pergamena, 20 × 11,5 cm, Cambridge (Massachusetts), Fogg Art Museum
- Polittico del 1472, 1472, tempera su tavola, smembrato
  - Madonna Linsky, 94 × 42 cm, New York, Metropolitan Museum
  - San Giacomo, 95 × 39 cm, New York, Brooklyn Museum
  - San Nicola di Bari, 96 × 32,5 cm, Cleveland, Museum of Art
  - San Domenico, 94 × 27 cm, New York, Metropolitan Museum
  - San Giorgio, 95 × 33 cm, New York, Metropolitan Museum
  - Deposizione, 68 × 45 cm, Philadephia, Museum of Art
  - Cristo benedicente, 28,8 × 26,2 cm, El Paso, Museum of Art
  - San Pietro, 28 × 15,5 cm, New Haven, Yale University Art Gallery
  - San Bartolomeo, 28 × 15,5 cm, Milano, Pinacoteca del Castello Sforzesco
  - San Giovanni Evangelista, 28 × 15,5 cm, Milano, Pinacoteca del Castello Sforzesco
  - San Filippo Apostolo, 28 × 15,5 cm, Amsterdam, collezione E. Proehl
- Madonna che allatta il Bambino, 1472 circa, tempera su tavola, 127 × 63 cm, Corridonia, Pinacoteca parrocchiale
- Madonna di Poggio di Bretta, 1472 circa, tempera su tavola, 71 × 50 cm, Ascoli Piceno, Museo diocesano
- Primo trittico di Valle Castellana, 1472-1473 circa, tempera su tavola, 207 × 145 cm, Ascoli Piceno, Pinacoteca civica
- Secondo trittico di Valle Castellana, 1472-1473 circa, tempera su tavola, 133 × 130 cm, Ascoli Piceno, Pinacoteca civica
- Madonna Lenti, 1472-1473 circa, tempera su tavola, 35 × 23 cm, New York, Metropolitan Museum
- Polittico di Sant'Emidio, 1473, tempera su tavola, 270 × 270 cm, Ascoli Piceno, cattedrale di Sant'Emidio
- Polittico di San Domenico di Ascoli Piceno o del 1476, 1476, tempera su tavola, smembrato
  - San Giovanni Battista, 138 × 40 cm, Londra, National Gallery
  - San Pietro, 138 × 40 cm, Londra, National Gallery
  - Madonna col Bambino, 148 × 63 cm, Londra, National Gallery
  - Santa Caterina d'Alessandria, 138 × 40 cm, Londra, National Gallery
  - San Domenico, 138 × 40 cm, Londra, National Gallery
  - San Francesco, 61 × 40 cm, Londra, National Gallery
  - Sant'Andrea, 138 × 40 cm, Londra, National Gallery
  - Pietà, 69 × 63,5 cm, New York, Metropolitan Museum
  - Santo Stefano, 61 × 40 cm, Londra, National Gallery
  - San Tommaso d'Aquino, 61 × 40 cm, Londra, National Gallery
- Polittico minore di San Domenico, 1476, tempera su tavola, smembrato
  - Madonna col Bambino, 106,5 × 56 cm, Budapest, Szépművészeti Múzeum
  - San Michele Arcangelo, 91 × 26 cm, Londra, National Gallery
  - San Girolamo, 91 × 26 cm, Londra, National Gallery
  - San Pietro martire, 91 × 26 cm, Londra, National Gallery
  - Santa Lucia, 91 × 26 cm, Londra, National Gallery
- San Giacomo della Marca, 1476, tempera su tavola, 195 × 61 cm, Parigi, Louvre
- Santa Maria Maddalena, 1476 circa, tempera su tavola, 152 × 49 cm, Amsterdam, Rijksmuseum
- Madonna Lochis, 1476-1480 circa, tempera su tavola, 33 × 45 cm, Bergamo, Accademia Carrara
- Polittico di Monte San Martino (con Vittore Crivelli), 1477-1480 circa, tempera su tavola, 285 × 227 cm, Monte San Martino, chiesa di San Martino
- Madonna col Bambino che regge una mela, 1480 circa, tempera su tavola, 43 × 33 cm, Londra, Victoria and Albert Museum
- Madonna col Bambino, 1480 circa, tempera su tavola, 21 × 15 cm, Ancona, Pinacoteca civica Francesco Podesti
- San Sebastiano, 1480-1485 circa, tempera su tavola, 42 × 10 cm, Milano, Museo Poldi Pezzoli
- San Rocco, 1480-1485 circa, tempera su tavola, 43 × 11 cm, Londra, Wallace Collection
- Cristo crocifisso tra i dolenti, 1480-1485 circa, tempera su tavola, 65 × 55 cm, Chicago, Art Institute
- Madonna col Bambino e un piccolo frate francescano orante, 1482, tempera su tavola, 135 × 62 cm, Roma, Pinacoteca Vaticana
- Polittico di San Domenico di Camerino, 1482, tempera su tavola, smembrato
  - Madonna col Bambino che stringe un fringuello, 190 × 78 cm, Milano, Pinacoteca di Brera
  - Santi Pietro e Domenico, 170 × 60 cm, Milano, Pinacoteca di Brera
  - Santi Pietro martire e Venanzio, 170 × 60 cm, Milano, Pinacoteca di Brera
  - Arcangelo Gabriele, 54 × 38 cm, Francoforte, Städel
  - Vergine annunciata, 54 × 38 cm, Francoforte, Städel
  - Resurrezione, 50 × 70 cm, Zurigo, collezione Abegg-Stockar
  - Santi Antonio Abate, Girolamo e Andrea, 25 × 62 cm, Milano, Pinacoteca di Brera
  - Santi Giacomo maggiore, Bernardino da Siena e Nicodemo, 25 × 60 cm, Milano, Pinacoteca di Brera
- Pietà Panciatichi, 1485, tempera su tavola, 87 × 52 cm, Boston, Museum of Fine Arts
- Cristo morto sorretto da due angeli, 1485 circa, tempera su tavola, 15 × 12 cm, Parigi, Louvre
- Beato Gabriele Ferretti in estasi, 1485-1489 circa, tempera su tavola, 141 × 87 cm, Londra, National Gallery
- Crocifissione, 1485 circa, tempera su tavola, 218 × 75 cm, Milano, Pinacoteca di Brera
- Annunciazione di Ascoli, 1486, tempera su tavola, 207 × 146 cm, Londra, National Gallery
- Polittico di San Lorenzo in Castel San Pietro, 1486-1488, tempera su tavola
  - San Giovanni Battista (frammento), 73 × 35 cm, Oxford, Ashmolean Museum
  - Sant'Agostino, 132 × 35 cm, Tokyo, Museo nazionale d'arte occidentale
  - San Lorenzo (frammento), 58 × 38 cm, collezione privata
  - Santo vescovo (frammento), 57 × 38 cm, Utrecht, Museo arcivescovile
- Pala di San Pietro di Muralto, 1488-1489, tempera su tavola, smembrata
  - Madonna in trono col Bambino che consegna a san Pietro le chiavi del Paradiso tra santi, 191 × 196 cm, Berlino, Gemäldegalerie
  - Pietà, 106 × 203 cm, Roma, Pinacoteca Vaticana
  - San Bonaventura, 58 × 30 cm, Berlino, Gemäldegalerie
  - San Bernardo, 58 × 30 cm, Berlino, Gemäldegalerie
  - San Domenico, 58 × 30,5 cm, Maastricht, Bonnefantenmuseum
  - Sant'Agostino, 58 × 30 cm, Roma, Casa Colonna
  - San'Antonio da Padova, 58 × 30,5 cm, Maastricht, Bonnefantenmuseum
  - Santi Bernardino e Caterina da Siena, 58 × 30 cm, Worcester, Art Museum
- Polittico del Duomo di Camerino, 1490 circa, tempera su tavola, 340 × 474 cm, smembrato
  - Madonna della Candeletta, 218 × 75 cm, Milano, Pinacoteca di Brera
  - Santi Pietro e Paolo, 217 × 47 cm, Venezia, Gallerie dell'Accademia
  - Santi Ansovino e Girolamo, 187 × 71 cm, Venezia, Gallerie dell'Accademia
  - Sant'Agostino, 51 × 15 cm, Avignone, Musée du Petit Palais
  - San Nicola, 51 × 15 cm, Avignone, Musée du Petit Palais
  - Santa Caterina da Siena, 51 × 15 cm, Avignone, Musée du Petit Palais
  - Santa Lucia, 51 × 15 cm, Avignone, Musée du Petit Palais
  - Sant'Antonio Abate, 51 × 15 cm, Denver, Art Museum
  - San Cristoforo, 51 × 15 cm, Denver, Art Museum
  - San Sebastiano, 51 × 15 cm, Denver, Art Museum
  - San Tommaso d'Aquino, 51 × 15 cm, Denver, Art Museum
  - Santa Caterina di Alessandria, 48 × 13 cm, Firenze, Museo Stibbert
  - San Domenico, 48 × 13 cm, Firenze, Museo Stibbert
  - San Francesco che riceve le stigmate, 51 × 15 cm, Portland, Art Museum
  - Beato Ugolino Magalotti da Fiegni (?), 51 × 15 cm, Portland, Art Museum
- Madonna col Bambino tra i santi Francesco e Bernardino con piccolo donatore orante, 1490 circa, tempera su tavola, 97,9 × 83,3 cm, Baltimora, Walters Art Museum
- Madonna Castiglioni, 1490 circa, tempera su tavola, 39 × 31 cm, Washington, National Gallery of Art
- Madonna della Rondine (Pala Ottoni), 1490-1492 circa, tempera su tavola, 105,5 × 107 cm, Londra, National Gallery
  - Santa Caterina d'Alessandria, 29 × 21 cm
  - San Girolamo in penitenza, 29 × 33 cm
  - Natività, 29 × 37 cm
  - Martirio di san Sebastiano, 29 × 32,5 cm
  - San Giorgio e il drago, 29 × 21 cm
- Adorazione dei pastori, 1490-1492 circa, tempera su tavola, 37 × 51 cm, Strasburgo, Musée des Beaux-Arts
- Sangue di Cristo raccolto da san Francesco, 1490-1500 circa, tempera su tavola, 19 × 13 cm, Milano, Museo Poldi Pezzoli
- Madonna col Bambino in trono tra i santi Francesco e Sebastiano, 1491, tempera su tavola, 173 × 145 cm, Londra, National Gallery
- Madonna col Bambino, 1491 circa, tempera su tavola, 60 × 44,5 cm, New York, collezione Duveen (?)
- Santa Caterina d'Alessandria (attr.), 1491-1494 circa, tempera su tavola, 38 × 19 cm, Londra, National Gallery
- Santa Maria Maddalena (attr.), 1491-1494 circa, tempera su tavola, 37,5 × 18,5 cm, Londra, National Gallery
- Immacolata Concezione, 1492, tempera su tavola, 189 × 90 cm, Londra, National Gallery
- Pala di San Francesco a Fabriano, 1493 circa, tempera su tavola
  - Incoronazione della Vergine, 255 × 225 cm, Milano, Pinacoteca di Brera
  - Pieta, 128 × 225 cm, Milano, Pinacoteca di Brera
  - Cristo benedicente, 25 × 25 cm, Roma, Museo di Castel Sant'Angelo
  - Sant'Onofrio, 28 × 25 cm, Roma, Museo di Castel Sant'Angelo
  - Santi Ludovico di Tolosa, Girolamo e Pietro, 28 × 76 cm, Parigi, Museo Jacquemart-André
  - Santi Paolo, Giovanni Crisostomo e Basilio, 28 × 76 cm, Parigi, Museo Jacquemart-André
  - San Bernardino da Siena, 28 × 25 cm, Esztergom, Museo Cristiano
  - Sant'Antonio da Padova, 28 × 22 cm, Esztergom, Museo Cristiano
  - San Domenico, 28 × 22 cm, Esztergom, Museo Cristiano